# Rio (film din 2011)
Rio este un film animat american din 2011 produs de Blue Sky Studios și regizat de Carlos Saldanha. Titlul se referă la orașul brazilian Rio de Janeiro unde se petrece acțiunea. Filmul reunește vocile Jesse Eisenberg, Anne Hathaway, will.i.am,    Jamie Foxx, George Lopez, Tracy Morgan, Jemaine Clement, Leslie Mann, Rodrigo Santoro, și Jake T. Austin. Filmul spune povestea lui Blue (Eisenberg) un mascul albastru macao dus la Rio de Janeiro să se împerecheze cu o femelă albastră macao, Jewel (Hathaway). Premiera românească a avut loc pe 15 aprilie 2011, în 3D, varianta subtitrată și dublată, și în 2D, varianta subtitrată, fiind distribuit de Odeon Cineplex

## Distribuție (versiunea română)
- Mihai Gruia Sandu – Nigel[2]